# La Argentina (bailarina)
Antonia Mercé y Luque, de nombre artístico La Argentina (Buenos Aires, 4 de septiembre de 1890 — Bayona, 18 de julio de 1936) fue una bailarina y coreógrafa española, nacida en Argentina mientras sus padres estaban de gira artística. Se le ha dado el mérito de tender un puente entre el neoclasicismo y el vanguardismo en el baile español y haber sido la gran renovadora de la danza española y andaluza en París.
Antonia, que además de su dominio de la danza fue una virtuosa en el uso de las castañuelas, trabajó con músicos de la talla de Manuel de Falla, Enrique Granados, Isaac Albéniz y José Padilla, folcloristas como Federico García Lorca y maestros del flamenco como Miguel de Molina o el bailarín Vicente Escudero, que a modo de epitafio dijo de ella:

Yo creo que el secreto estaba en ella, y se lo llevó a la gloria para siempre, pues hasta el presente nadie ha logrado dar con él, ni lo conseguirá.

## Biografía
Hija de la bailarina Josefa Luque, cordobesa, y Manuel Mercé, pucelano, primer bailarín y maestro coreógrafo del Teatro Real de Madrid, y nacida en Buenos Aires durante una gira de varios años por América, todo parecía indicar que Antonia estaba destinada al arte de la danza. Tuvo un hermano mayor, fallecido a los 16 años, Manuel.
Concluida la gira americana, los Mercé montaron una escuela de danza en su propio domicilio, un piso en la calle del Olmo del barrio de Lavapiés, en cuya fachada una modesta placa recuerda el hecho. Manuel Mercé pasó a dirigir el cuerpo de baile de la Ópera en Madrid, en tanto que Antonia, con diez años, entraba en el Conservatorio con la condición de aprender baile además de canto. Pronto fue incluida en el cuerpo juvenil de danza del Real, bajo las órdenes de su padre, marcando desde el principio un tenso ambiente en la relación profesor-alumna. Quizá por ello o por algún tipo de razón más personal, Antonia abandonó su carrera de danza clásica a los catorce años, poco después de la muerte de su padre, para dedicarse junto con su madre al estudio de las danzas populares y regionales españolas.
En ese primer periodo profesional de su vida, la que luego sería llamada La Argentina, se curtió en el ambiente del café concierto y el music hall, actuó en las primeras salas de cinematógrafo (cuyas largas sesiones de cine se alternaban con números de canto y baile). No tardaría en actuar junto a mitos como Pastora Imperio, La Fornarina o la propia Mata Hari. Muy pronto su presencia en teatros de la alcurnia del Príncipe Alfonso, el Romea madrileño o el popular Kursaal, atraerían la mirada y el respeto de la intelectualidad que en aquellos años veinte se concentraba en Madrid, destacando la admiración de personajes como Ramón del Valle-Inclán.

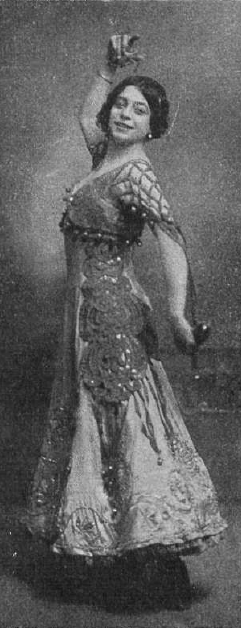
Fotografía de la bailarina hispanoargentina Antonia Mercé La Argentina publicada en 1913 para ilustrar un artículo de Andrés González-Blanco que comentaba el éxito de la artista en París.

Salió de gira de España por vez primera en 1906. De Lisboa fue a París, debutando en «Le Jardin de Paris» y llegando a estrenar en el Moulin Rouge la revista L'amour en Espagne, de Quinito Valverde. Creciendo en el arte, París acabaría por abrirle las puertas de la Ópera y lanzarla al capítulo del reconocimiento internacional.

## Viaje a España
Para encontrar las huellas de Antonia en Barcelona, hay que recorrer la ciudad de norte a sur. Casi todos los escenarios de sus comienzos, y también los de su apogeo, han ido cayendo bajo la piqueta de la pseumodernización de la ciudad y la especulación, el último el Teatro de Barcelona.

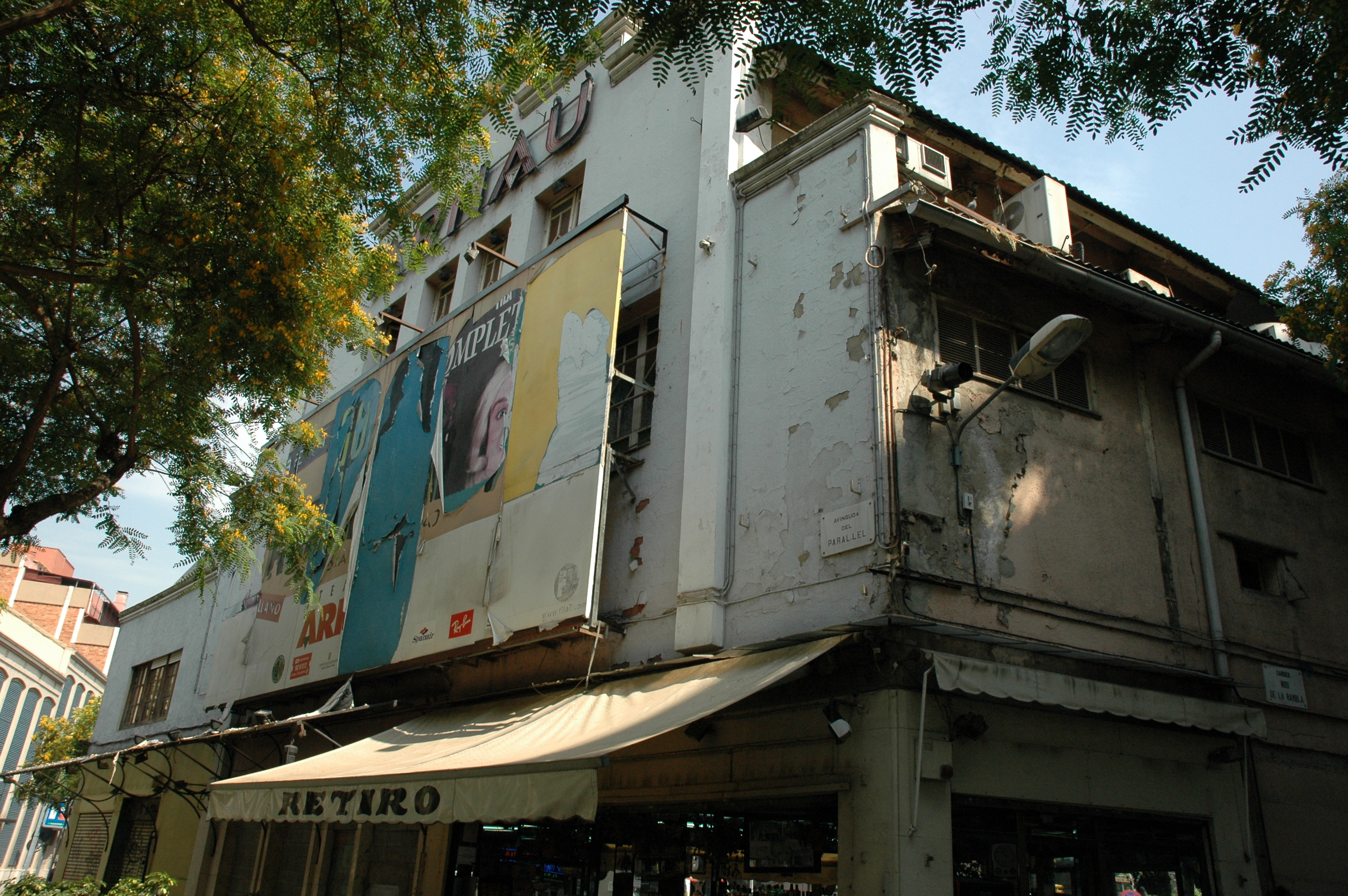
Teatro Arnau de Barcelona.

Barcelona fue uno de los grandes centros del music-hall europeo. Antonia debutó en el Teatro Arnau y actuó en El dorado, la Sala Imperiom y el Edén Concert en la primera década del siglo XX. Era una adolescente sin las rotundas formas que requería el género de las varietés, al que la lanzó la prematura muerte de su padre, bailarín y maestro de danza. Antonia abandonó sus estudios en el tercer año de solfeo, en el curso 1903-1904, con calificación de notable. Su padre intentó apartarla del baile y educar su voz de contralto. Pero ella practicaba el baile desde sus primeros años, con la fruición de un juego infantil:

Tengo cinco años y mi único deseo es el de bailar

Yo he bailado desde antes de nacer, mi madre era bailarina y no dejó de bailar hasta el octavo mes de su embarazo

En Madrid, la joven Antonia debutó de telonera en el teatro Apolo, la catedral de los espectáculos de variedades. No era una hembra de tronío, al gusto de la época, no lo sería nunca. Su consagración vendría por sendas muy personales. Tenía una belleza frágil, estilizada, que no encajaba con la estética de la época: mujeres rollizas aprisionadas en restallantes corsés. Sin embargo, en aquellos frívolos escenarios, el donaire y el empaque con que salía a escena Antonia llamaba la atención de un público heterogéneo, en su mayoría ajeno al arte. Había en ella otro reclamo: sus castañuelas, con sonidos extraídos de su arte peculiar, virtuosismo no superado por nadie, según Vicente Escudero.
Los intelectuales novecentistas tuvieron sus musas en las artistas de varietés. Don Ramón María del Valle-Inclán declaraba:

La Imperio, la Tórtola y la Argentina me producen una gran emoción estética, un gran placer artístico
Ramón María del Valle-Inclán

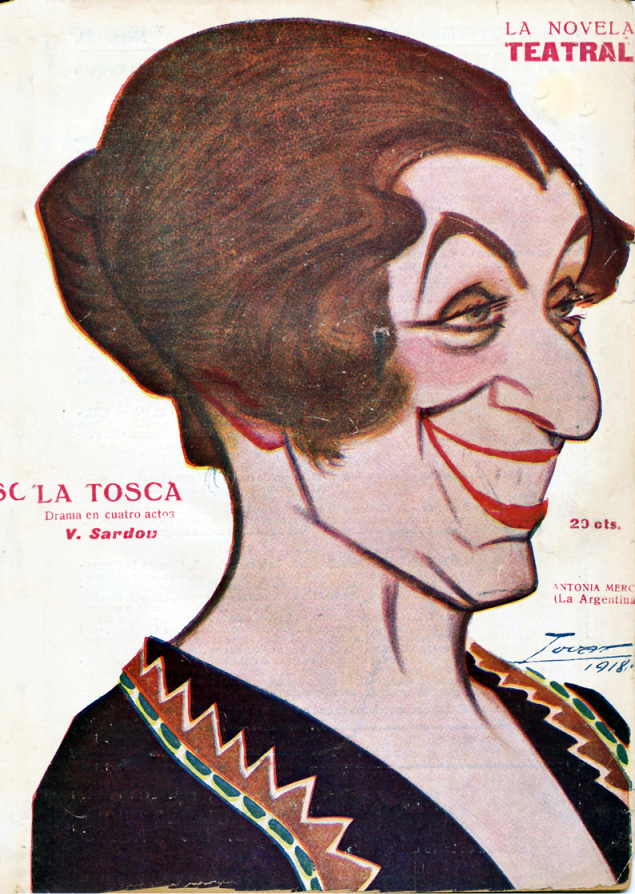
Caricatura de Antonia Mercé en 1918

El gran escritor gallego capitaneaba entonces la tertulia de intelectuales del madrileño Central Kursaal, un frontón de pelota vasca que por la noche se convertía en sala de varietés. En 1906, Antonia tenía ya cierta notoriedad y compartía la cartelera del Central Kursaal con La Fornarina, Mata-Hari, Pastora Imperio, Candelaria Medina y Monteverde.
En Barcelona, el entusiasmo por las artistas de varietés llevaba a compositores e intelectuales como Enrique Granados, Enric Morena, Ángel Guimerá, Santiago Rusiñol y Ramón Casas a componer y a escribir canciones dedicadas a sus musas, que luego se popularizaban en los escenarios de El dorado, en la plaza de Cataluña, del Arnau, del Salón Doré y otros alegres teatros del Paralelo barcelonés. Allí, Antonia Mercé actuó en sucesivas temporadas, interpretando números mixtos, en los que destacaba el baile. Con gracia y estilo cantaba cuplés y chotis, con músicas marchosas o sentimentales, y letras a menudo intrascendentes, en donde lo que contaba era la carga de intención que transmitía la artista. Un ejemplo es la siguiente:

Como estaba enfadada, de una sola patada,
le puse todo el cú, curucú, curucú, todo el cuerpo
morao.
Y si dice la gente que yo no soy valiente,
que pase por aquí, quiriquí, quiriquí, con la mar de
cuidao.
El alpiste pa los canarios,
pa cadetes de Valladolid,
las libreas pa los lacayos
y los chicos guapos para mí.
Chotis cantada por Antonia Mercé La Argentina

En los albores del cine en España, los números de varietés llenaron los espacios sin proyección de las barracas cinematográficas. Los artistas amenizaban los intermedios de las películas mientras el operador cambiaba el rollo, dividido, por la regular, en episodios. Entonces, el pianista que animaba las escenas de emoción de la película acompañaba a las cupletistas. Antonia actuó, en Barcelona, y otras ciudades, en estas improvisadas salas de espectáculo. Curiosamente, su futuro compañero artístico Vicente Escudero, evocaría sus actuaciones en las barracas de cine Sanchís, en Gijón. Antonia fue despegando de estos ambientes con el estímulo de los intelectuales que le brindaron el escenario del Ateneo de Madrid para que representara allí su singular repertorio de danzas. El acontecimiento dio lugar a que el empresario del teatro Romea organizase semanalmente los Jueves de Argentina. Esta fue la materia artística que dio origen a la creación de sus futuros recitales de baile. La autoridad de Joaquín Turina afirmó:

...desde que ella (Antonia Mercé) elevó a la categoría de recital el elemento coreográfico, introduciendo música de alto nivel y acompañando un concertista de piano las diferentes danzas, cambió de aspecto el espectáculo, considerado hasta entonces como varietés.
Joaquín Turina

### Del Paralelo a la Rambla
Cuando Antonia Mercé volvió a Barcelona en enero de 1934, era ya una figura consagrada en París y en los grandes escenarios del mundo. En 1930, el presidente de la República francesa la había distinguido con la Orden de la Legión de Honor, como a Sarah Bernhardt, y el presidente español, Manuel Azaña, le había concedido la primera condecoración que otorgaba la II República: el Lazo de Isabel La Católica. Se le dedicaban estudios, conferencias y se la invitaba como solista en conciertos.
En Barcelona, tres días antes del debut de Antonia, el 2 de enero, Lluís Companys había sido elegido presidente de la Generalidad, como sucesor de Francesc Maciá, fallecido en diciembre de 1933. El Gobierno central traspasó a la Generalidad los servicios de orden público. En el terreno cultural se rindió homenaje a Pompeu Fabra, autor del primer diccionario moderno catalán realizado gracias a una suscripción popular.

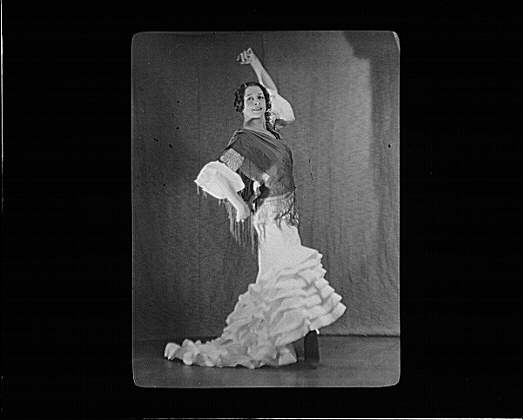
La Argentina bailando

El escenario de la apoteosis de Antonia, al fallar el Liceo, era el Teatro Barcelona, en la Rambla de Cataluña, junto al célebre café modernista La Luna, hoy ocupado por un banco. Su actuación consistió en sólo dos conciertos de danza, los días 5 y 9 de enero, acompañada por el pianista Luis Galve y el guitarrista Salvador Ballesteros.
En Barcelona se había creado gran expectación en torno a la presentación de la artista, prácticamente inédita para el público barcelonés. La Argentina del Arnau y otras salas de varietés, no tenía nada que ver con la de 1934, calificada por la crítica internacional como la Pávlova del baile español. El programa lo integraban composiciones de Falla, Albéniz, Granados, Turina, Halffter, Durán, Valverde... la música moderna española entroncada con la mejor tradición europea. La noche del 5 de enero en el coliseo de la Rambla de Cataluña se había dado cita el todo Barcelona, que era más todo que de costumbre puesto que de los tablaos famosos del fondo de la Rambla de Santa Mónica, en el Arco del Teatro: la taberna de Sacristán, el Cangrejo flamenco, La Feria, La Pastora, El manicomio, Cádiz, La Taurina, La Bodega del Colón, subió una nutrida presentación, de artistas y enteraos flamencos, gitanos y payos, a comprobar la fibra jonda de aquella mujer estremecida, que se había atrevido a llevar a los metropolitanos del mundo el baile flamenco y rescatar las danzas regionales españolas. El propio García Lorca, en su Elogio a Antonia Mercé, en la Universidad de Columbia en Nueva York, en diciembre de 1929, había glosado el arte personalísimo de:

Argentina, creadora, inventora, indígena y universal... con un acento propio y siempre recién nacido, inseparable de su cuerpo y que nunca más se podrá repetir.
Federico García Lorca, diciembre de 1929

Tanta maravilla plástica había creado una atmósfera de curiosidad y reserva a la vez, en el público que abarrotaba la sala y los pasillos del teatro, la noche de su presentación. El ambiente lo describe así el crítico Sánchez-Boxá:

Desde el primer instante, el público, no dispuesto a entregarse, escéptico, se dejó vencer por la danzarina y porrumpió en una ovación rotunda, sincera, al terminarse el ballet inicial. Desde este punto, auditorio y danzarina, perfectamente compenetrados, siguieron hasta el final del concierto, sugestionados por el arte inimitable de Antonia Mercé... El triunfo de Antonia Mercé fue completo, podría escribirse, sin temor, la palabra apoteósico.
Sánchez-Boxá

La revista Mirador corroboró el éxito:

La Argentina conquista al auditorio en el acto
Revista Mirador

### LosDansairescatalanes

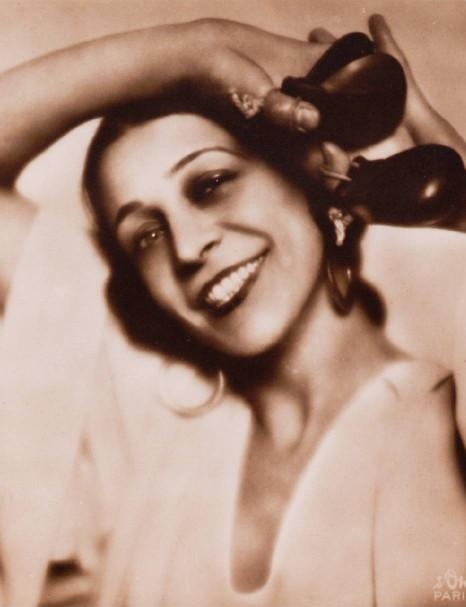
La bailarina flamenca Antonia Mercé en 1930.

El gusto por el folklore, tanto de las regiones españolas como de Hispanoamérica, llevó a Antonia a interesarse en sus viajes por los bailes populares de raíces ibéricas de la España colonial. Estudió las aportaciones de cada país: costumbres, ritos, cadencias, colorido, ritmo. Como ejemplo, el baile de La Cariñosa, danza nacional de Filipinas, que Antonia descubrió en una de sus giras y llevó a su repertorio. En una entrevista declaró:

Entre mis proyectos figuran danzas catalanas, asturianas y vascas. Las considero formidables y de un insustituible valor.

Antonia Mercé devolvió el estilo de sus orígenes a bailes como el fandango, la seguidilla, el bolero, que interpretaban con escuela las damas de la Corte, en El Escorial y, con intuición las gentes del pueblo. Se había ido degenerando en los escenarios de varietés, con una gesticulación inarticulada y vulgar. Antonia los depuró, restituyó su técnica y les dio a cada uno su carácter y ritmo. La artista mostró al mundo entero la quintaesencia del folklore español, imagen genuina de un pueblo. Dedicó años a estudiar los ritos gitanos para la coreografía de El amor brujo. En una ocasión, el saber que en Salamanca un hombre muy anciano conocía pasos antiguos de un baile charro, se trasladó allí para recoger aquella tradición en trance de olvido. Otro día era el trenzado de una jota aragonesa de pasos complicados menudos y ágiles. En Barcelona, en mayo de 1934, en el que sería su último viaje a la ciudad condal, contó Sebastián Gasch que el Esbart Catalá de Dansaires, ofreció a Antonia una sesión privada para darle a conocer algunos ballets de su repertorio. Al terminar, La Argentina les dijo:

Qué suerte tenéis los catalanes de poseer estos esbarts, que con tanto entusiasmo llevan a cabo la ardua tarea de recoger de pueblo en pueblo el tesoro folklórico de vuestra región. De no ser así, se perdería como sucede en la mayor parte de las regiones españolas

Como cumpliendo un rito, el último espectáculo que Antonia Mercé presentó el mismo día de su muerte, el 18 de julio de 1936, fue un festival de danzas vascas que en su honor le ofreció la ciudad de San Sebastián. La solemnidad, el aire litúrgico y ancestral del folklore del pueblo vasco le cautivaban.

### En el Palacio Güell

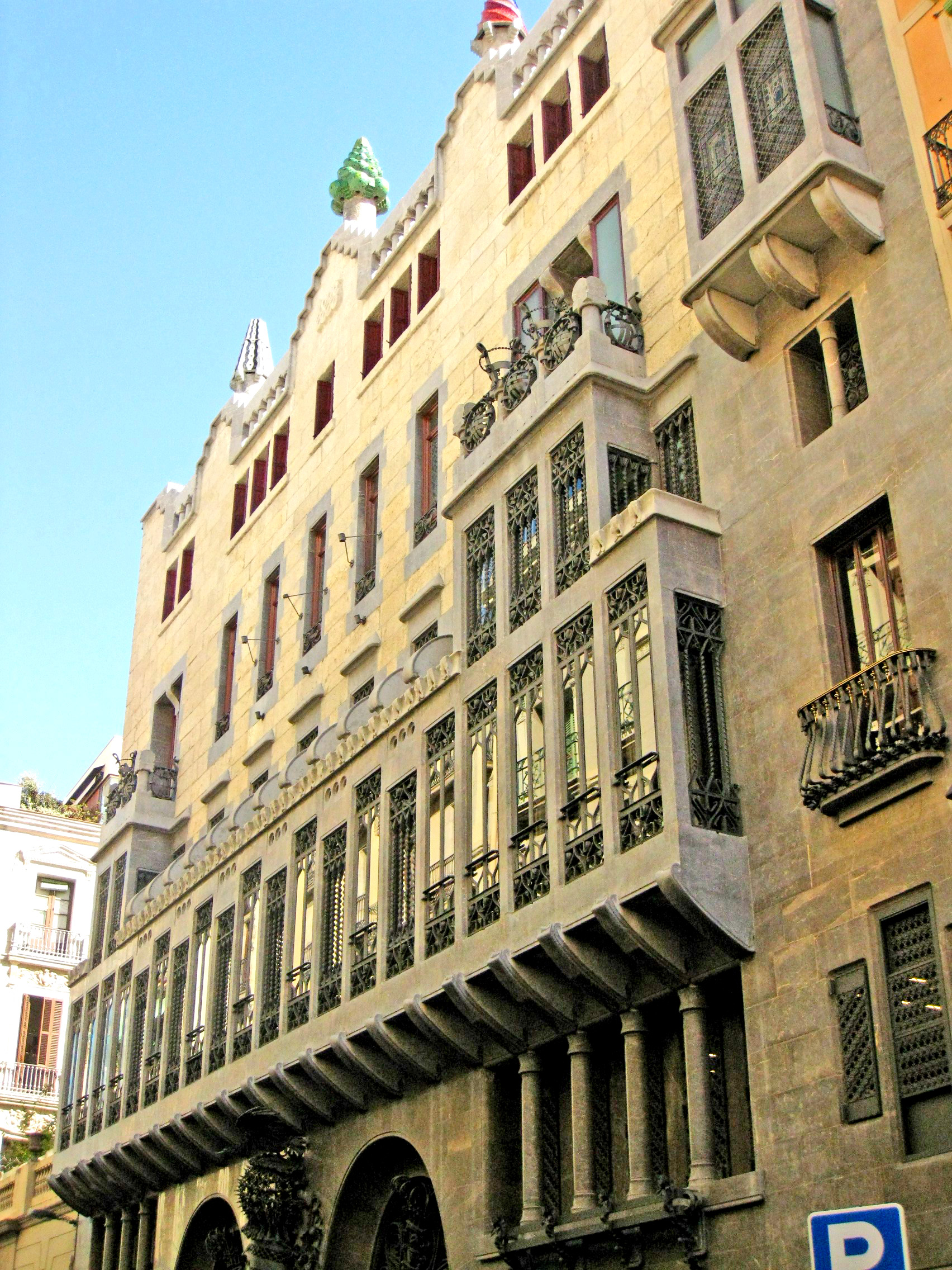
Fachada del Palacio Güell

Prosiguiendo la evocación de Antonia Mercé en Barcelona, llegamos al Palacio Güell, obra de Antonio Gaudí, donde tiene su sede el Instituto de Teatro. Nada más natural que a la reina de las castañuelas, uno de los títulos que le dedicaron a Antonia Mercé, la encontremos instalada en un palacio. En 1956, en el vigésimo aniversario de la muerte de la bailarina, el Instituto del Teatro le rindió homenaje.
Una de las suntuosas salas del Palacio Güell, en la planta noble del fabuloso edificio, se dedicó a la evocación y recuerdo de la Argentina. En sus paredes y vitrinas lucieron carteles, trajes, castañuelas, fotos, cartas y partituras dedicadas a Antonia por Manuel de Falla, tras la presentación en París de El amor brujo, junto a Vicente Escudero, en el Trianon-Lyrique, el 22 de mayo de 1925.
El Museo Clará, es otro lugar en Barcelona donde podemos encontrar la presencia y esencia de la Argentina. El escultor José Clara plasmó el esplendor del ritmo, movimiento y gracia de su arte indiscutible. En 1927, en París, el escultor, para el que había posado frecuentemente Isadora Duncan, empezó a tomar notas de los bailes de la Argentina; algún dibujo como el que representa Tango, a ella dedicado, está fechado en 1929. Clará, con trazo rotundo y directo, inmortalizaría la fuerza ingrávida y sugestiva de los bailes de Antonia Mercé, los movimientos sutiles, vigorosos, estilizados, cadenciosos, sensuales; la magia de su ritmo interior; su pasión desenfrenada, la gracia deslumbrante de sus gestos. En el Museo Clará, en el Barrio de San Gervasio, podemos admirar los dibujos a la línea de aquellos bailes que aplaudió el mundo entero: Triana, Juerga, Lagarterana, Córdoba, La Corrida, Tango... ocho espléndidas visiones, vivas, extraordinarias, captadas en pleno vuelo y frenesí, que la Mercé aprendió de los pájaros. Ello lo contó en una conferencia en el Salón de los Inválidos, en París, semanas antes de su muerte:

El movimiento es mi elemento, como lo es también el de los pájaros, ¡de los que yo no pretendo en absoluto tener la gracia! pero a los cuales me siento ligada por una fuerte confraternidad. Ellos son, para mí, unos altos y ligeros ejemplos. Su elocuencia está en sus alas, en sus aleteos, en sus curvas y sus revoloteos. Lo que ellos cantan yo no lo comprendo. Pero, en cambio, cuando una golondrina vuela ante mí puedo descubrir su alegría, sus temores, sus acechos amorosos, su talante peleón. El hambre que tiene o su simple deseo de revolotear para nada, para tomar el aire o por puro placer

## Esplendor profesional

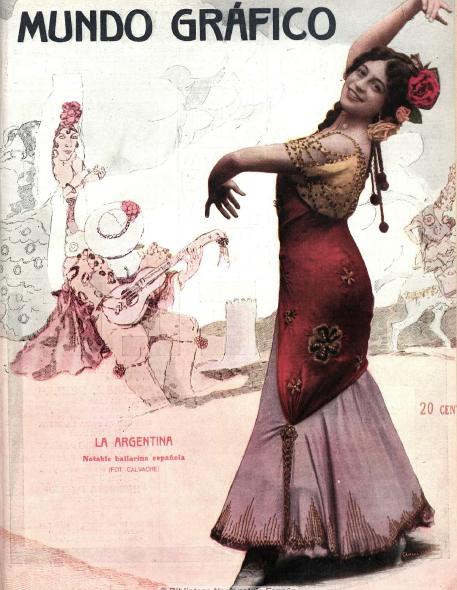
Su presencia en las portadas demuestra la popularidad de La Argentina

Desde un principio interesada en la cultura del pueblo gitano, La Argentina compartió escenarios nacionales e internacionales acompañada por el guitarrista flamenco Carlos Montoya, el cantaor Miguel de Molina o el bailarín Vicente Escudero, También pudo ver realizado su sueño de crear una compañía de ballet español, que presentó en la «Opera Comique» de París con obras de Albéniz, Oscar Esplá, Falla, Granados, Ernesto Halffter y Joaquín Turina, con escenografía de Bartolozzi y Néstor.
En 1915, la compañía de La Argentina salió rumbo a América, donde permanecería durante tres años, en una larga gira que abrió en Buenos Aires, su ciudad natal, continuando luego por toda Suramérica. El siguiente año debutó en el teatro Maxine Elliott's, de Nueva York, el 10 de febrero de 1916, para cuya ocasión Granados le había escrito la Danza de los ojos verdes, obra póstuma del compositor.
De regreso a España de su gira americana, La Argentina estrenó los Jardines de Aranjuez, un magno espectáculo con partituras de Isaac Albéniz, Mauricio Ravel, Gabriel Fauré y Emmanuel Chabrier, y figurines y decorados de Sert. Su gloria nacional e internacional continuó creciendo hasta convertirse en un símbolo. Su última actuación en Madrid tuvo como marco el Teatro Español, el 22 de junio de 1935, dentro de un festival de arte flamenco.

## Últimos días y muerte
Una sucesión de actuaciones en París, en la gala de la Comedia Francesa y en la Ópera en marzo de 1936, y con la Orquesta Sinfónica de París en la Sala Pleyel y de nuevo en la Ópera durante el mes de junio, llevaron a sus médicos a recomendarle una pausa obligatoria. La Argentina se retiró entonces a su villa de Miraflores, en Bayona. 
El fallecimiento de La Argentina fue el 18 de julio de 1936, fecha crucial para muchos españoles y que segó la vida artística y literaria de aquellos, que al amor de los intelectuales y artistas que ya habían despuntado, no pudieron disfrutar de sus éxitos. Los acontecimientos que se avecinaron lo impidieron.
Ya se conoce por varios escritos y por el vídeo dedicado a ella, cómo fueron los últimos momentos de su vida. En Miraflores, el chalet cercano a Hendaya, donde el médico la obligó a dejar descansar su corazón fatigado por sus constantes esfuerzos y emociones, fue donde tuvo lugar el triste suceso. Unas horas antes había estado en San Sebastián con el padre Donostia donde un festival con danzas vascas se celebraba en su honor. La noticia telefónica de un telegrama desde Madrid, confirmando los inquietantes rumores de la guerra civil que se aproximaba, la rebelión militar del 18 de julio, hizo que su corazón no lo resistiera. Antonia, que recorría el mundo divulgando los bailes variopintos de su España, esa España que ella tanto amaba, dejó de vivir cuando se enteró del comienzo de una lucha fratricida.
Aunque en muchas biografías de La Argentina se hace abstracción del dato o se deja pasar como una infeliz coincidencia, otras fuentes relatan pasajes concretos como que instantes después de recibir la noticia, cayó fulminada mientras decía: 

¿Qué me sucede?.

La noticia de su muerte recorrió el mundo entero, no hubo un solo diario que no hablara de su fallecimiento en primera plana. Fue enterrada en el cementerio de Neuilly.
Algunos de los periódicos que glosaron la noticia de su muerte recordaron sus títulos de diosa del baile español, reina de la gracia y Pávlova del flamenco.

## Legado de Antonia Mercé
Antonia Mercé, La Argentina, además de los valores propios de su danza (que ya hay hoy muy pocos pueden de primera mano recordar y describir), tiene el valor eterno de la iniciación. Su danza poseía esa imantación fuera de serie que se eleva por encima de la convención hacia una pureza expresiva singular. Su memoria también está en sus objetos, sus trajes y sus discos reteniendo para la eternidad el eco de los palillos, sus fotografías realizadas por Monique Paravicini y su atrezzo. Todo ello es el legado que apuntala la cercanía de su talento y es la obligada referencia material de su leyenda.
Nadie había sentido antes el baile de manera tan integral. Era el espectáculo mismo, y lo dejaba sentir mientras bailaba a través de la conjunción de muchos elementos formales entre los que destaca con nobleza la indumentaria.
Ella transportaba la tradición a una altura estética de gran danza, y esto sucedía no sólo en el baile propiamente dicho, sino que se manifestaba en su vestuario; hasta el punto de que en el género español hay que hablar del antes y el después de Mercé, que dotó de una nobleza sin precedentes a la bata de cola; jerarquizó el traje regional en la actividad recital; justificó a golpe de buen gusto la presencia de accesorios como peinetas, flores, pendientes, collares y mantoncillos. Con los atuendos de la Mercé nunca puede hablarse de extravagancia o chabacanería. Su sensibilidad le hizo más de una vez recorrer los anticuarios en busca de telas con solera isabelina para reconvertirlas en vestuario teatral.
Cuando bailaba huía la convención, estando precisamente allí la parte genial de su arte. Para ello tenía una manera orgánica de entender la música realmente propia y distintiva de lo usual en su tiempo tal y como cuando escogía un diseñador de ropa, decorados o publicidad. Sobre esta idea nace su estrecha y fructífera colaboración con Néstor y Bacarisas, entre otros. Asumió atrevidos diseños de vanguardia quitándoles toda ampulosidad con la naturalidad de su arte mayor, y esto allanó el camino de la renovación de la danza escénica española en el siglo XX. En el terreno de las comparaciones de su traje de la Niña Bonita, o cualquier otro similar, es a la danza española lo que el tutú de Pávlova de La muerte del cisne al ballet clásico o la larga falda lisa de sarga de Martha Graham a la danza moderna.

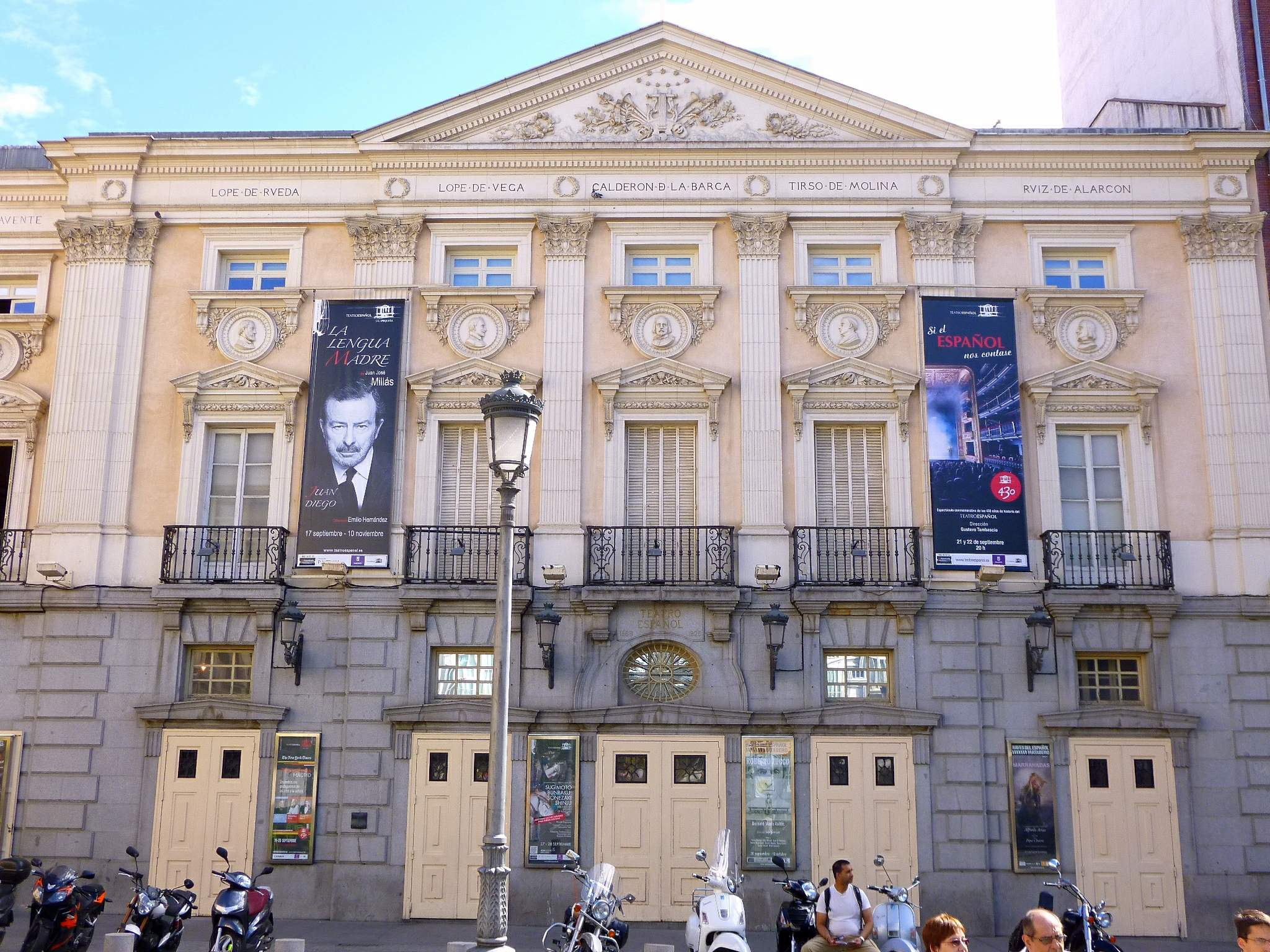
Fachada del Teatro Español de Madrid

La última vez que La Argentina actuó en Madrid fue el 22 de junio de 1935, en el teatro Español. Llegó de París para bailar en el Festival Exaltación del arte flamenco, y lo hizo con una bata blanca, simple, amplia y pura. Había en su aspecto una lección de madurez al igual que en su baile.
Federico García Lorca le dedicó esta frase en el Elogio a Antonia Mercé:

Una bailarina española, o un cantaor, o un torero inventan; no resucitan, crean. Crean un arte único que desaparece con cada uno y que nadie puede imitar
Federico García Lorca

De esta forma produjo Antonia Mercé un curioso asalto a la sensibilidad de pintores, escultores y fotógrafos que elaboraron una iconografía amplia y reveladora de su trayectoria: Penagos, Lafitta, Trubetskói, D'Ora. En su tiempo París era el sitio ideal para tales adoraciones, y en los más importantes atelliers la mimaron confeccionándole sus ropas de baile, muchas veces gratis, entendiendo como un privilegio, publicitario o no, que la gran Argentina usara sus exquisitos productos de costura artesanal.
Mirados desde hoy, sus trajes no son una cosa muerta y empolvada sino una lección tan válida como sólo es capaz de ser lo inmortal.

## Fondos
Parte del fondo de indumentaria de Antonia Mercé y Luque, y algunas fotografías se conservan en el Museo de las Artes Escénicas del Instituto del Teatro de Barcelona.
La Biblioteca de la Fundación Juan March alberga una valiosa colección de fotografías y recortes de prensa, acumulados personalmente por la artista y donados por Carlota Mercé, su sobrina, en 1988. Esta colección se complementa con una serie de discos de 78 rpm, libros, partituras y revistas relacionados con la carrera de la artista. Además, la Fundación ha llevado a cabo la digitalización de estos materiales, poniéndolos a disposición del público a través de la colección digital 'Antonia Mercé, La Argentina', facilitando así el acceso a este importante fondo documental.

## Reconocimientos

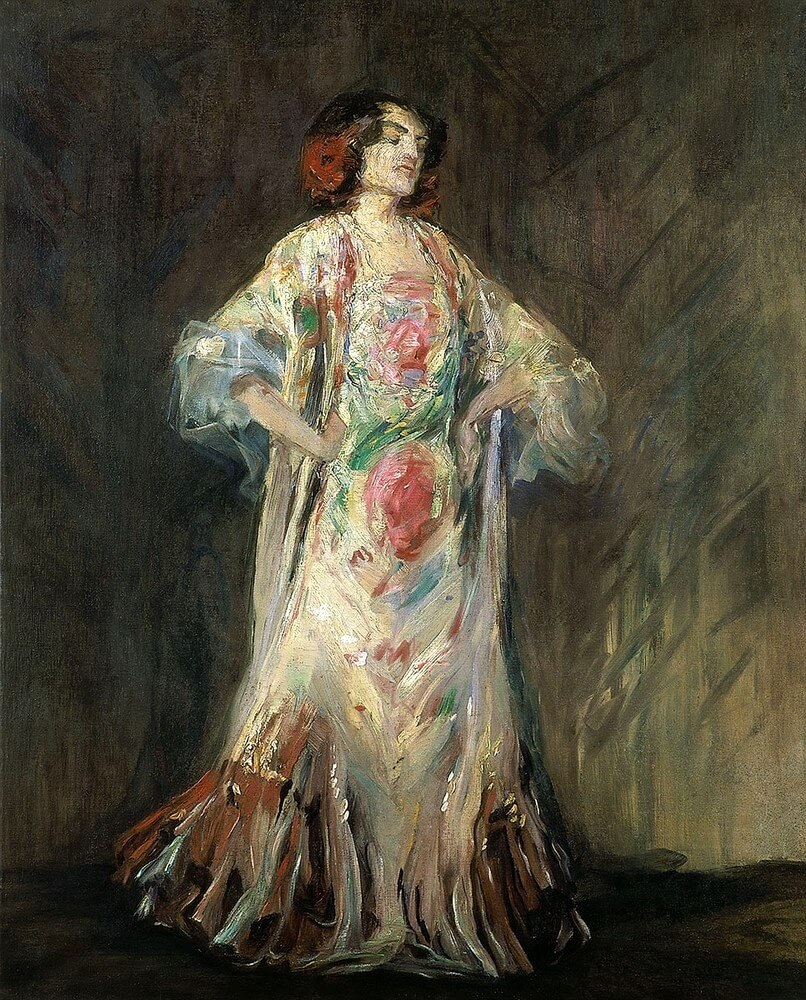
"La Argentina" pintada por Max Slevogt en 1926. Museo Nacional de Szczecin.

Además de tener calle en algunas capitales, como Madrid, Almería o Granada, y una placa en vestíbulo de la Sala Pleyel de París, La Argentina recibió especiales honores y galardones. Fue nombrada dama de la Orden de Isabel la Católica por el gobierno español, y el jefe del Gobierno de la República, Manuel Azaña, le impuso la insignia de la Orden en el Teatro Español. Y también fue condecorada con la Legión de Honor francesa.
Federico García Lorca le dedicó su poema en prosa Elogio a Antonia Mercé, La Argentina donde pueden leerse definiciones como esta: "Una bailarina española, o un cantaor, o un torero, inventan; no resucitan, crean. Crean un arte único que desaparece con cada uno y que nadie puede imitar".
También el escultor Josep Clará, tomó algunos bocetos intentando reflejar la armonía de los movimientos de «La Argentina» (como antes había hecho con Isadora Duncan), dibujos que aparecen en la biografía de Antonia Mercé compuesta por Néstor Luján y Xavier Montsalvatge y publicada en 1948.
Aún treinta años después de su muerte, su legendario carisma inspiró en 1977 al compositor Kazuo Ōno su pieza de danza «butoh» titulada Admirando a La Argentina.